# رودريغو دا سيلفا دياز
رودريغو دا سيلفا دياز هو لاعب كرة قدم برازيلي، ولد في 26 يناير 1994.